# Тиран товстодзьобий
Тиран товстодзьобий (Tyrannus crassirostris) — вид горобцеподібних птахів родини тиранових (Tyrannidae). Мешкає в США і Мексиці.

## Опис

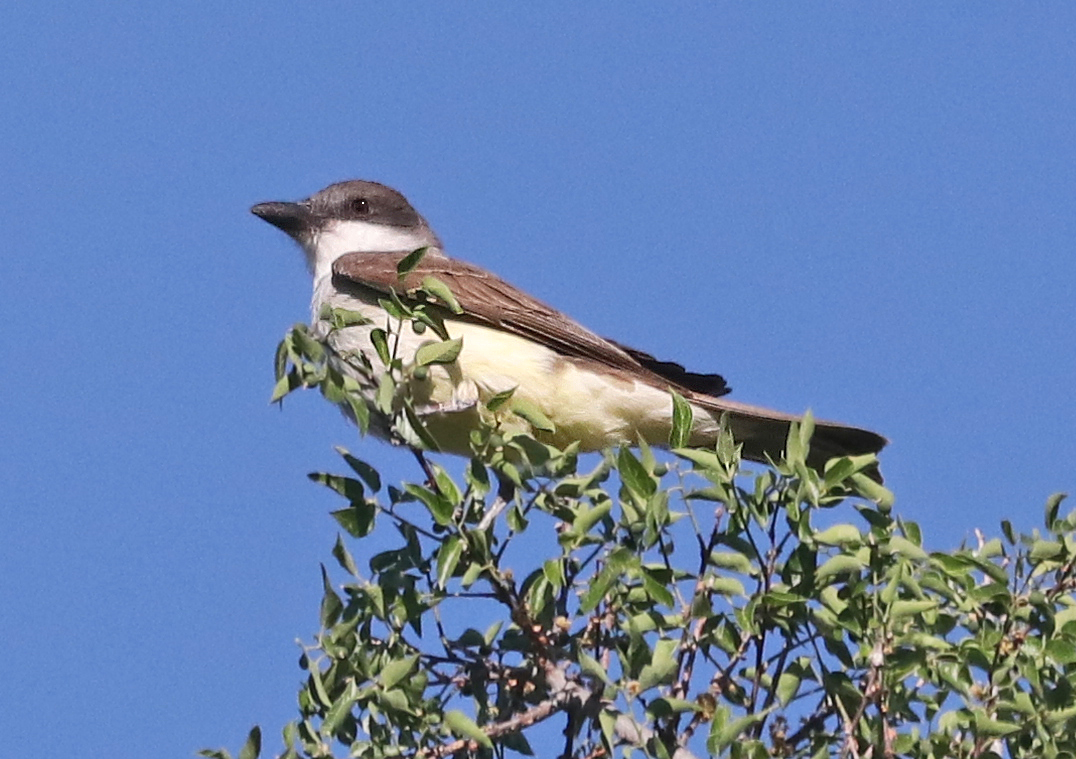
Товстодзьобий тиран

Довжина птаха становить 20,5-24 см. Верхня частина тіла темно-оливково-коричнева, нижня частина тіла білувата або блідо-жовтувата. На обличчі темна "маска", на тімені малопомітна жовта пляма. Хвіст довгий, темно-коричневий або чорний. Дзьоб великий, міцний.

## Підвиди
Виділяють два підвиди:
- T. c. pompalis Bangs & Peters, JL, 1928 — від південно-східної Аризони і північного заходу Нью-Мексико до Коліми;
- T. c. crassirostris Swainson, 1826 — південно-західна Мексика (Герреро, Оахака).

## Поширення і екологія
Товстодзьобі тирани гніздяться на південному заході Сполучених Штатів Америки і на заході Мексики. У США товстодзьобі тирани вперше були зафіксовані у 1958 році, з того часу їх ареал зміщується на північ. Північні популяції взимку мігрують на південь ареалу, решта популяцій є переважно осілими. Товстодзьобі тирани живуть в сухих місцевостях, поблизу води, віддають перевагу платановим гаям на берегах річок.

## Поведінка
Товстодзьобі тирани живляться комахами та іншими безхребетними, на яких вони чатують, сидячи на високо розташованій гілці, іноді доповнюють свій раціон ягодами і насінням. Гніздування у Мексиці починається в середні березня, в США триває з квітня до кінця липня або середини серпня. Гніздо чашоподібне, розміщується на дереві, на висоті понад 6 м над землею. В кладці від 3 до 5 яєць.

## Збереження
МСОП класифікує цей вид як такий, що не потребує особливих заходів зі збереження. За оцінками дослідників, популяція товстодзьобих тиранів становить приблизно 2 мільйони птахів. 